# Европско екипно првенство у атлетици 2010.
2. Европско екипно првенство у атлетици 2010. је атлетско такмичење које се од 2009. одржава сваке године у организацији Европске атлетске асоцијације (ЕАА). У такмичењу је учествовало 50 европских атлетских савеза, чланова ЕАА.

## Систем такмичења
Такмичило се у 40 атлетских дисциплина (20 за жене и 20 за мушкарце). За коначан пласнам су се рачунали збирни резултати за обе конкуренције.

## Структура
Такмичења се одвијло у четири одвојене лиге:
- Суперлига — 12 репрезентација
- Прва лига — 12 репрезентација
- Друга лига — 8 репрезентација
- Трећа лига — 15 репрезентација

## Измене у лигама на крају сезона
Победник Суперлиге је првак Европе за 2010, а три последње репрезентације испадају у 1. лигу. Њих замењују три првопласиране репрезентације из 1. лиге, а у 2. лигу испадају последње две. Из 2. у 1. лигу иду прве две, а у 3. испадају последње две репрезентације. Код 3. лиге само прве две иду у 2. лигу, а из ње нико не испада.

## Календар такмичења за 2010.
| Лига       | Датум          | Домаћин место | Држава   |
| ---------- | -------------- | ------------- | -------- |
| Суперлига  | 19–20 јун 2010 | Берген        | Норвешка |
| Прва лига  | 19–20 јун 2010 | Будимпешта    | Мађарска |
| Друга лига | 19–20 јун 2010 | Београд       | Србија   |
| Трећа лига | 19–20 јун 2010 | Марса         | Малта    |

## Коначни резултати по лигама

### Суперлига
| Позиција | Држава               | Бодови |
| -------- | -------------------- | ------ |
| 1        | Русија               | 379,5  |
| 2        | Уједињено Краљевство | 317    |
| 3        | Немачка              | 304.5  |
| 4        | Француска            | 290    |
| 5        | Украјина             | 287    |
| 6        | Пољска               | 284    |
| 7        | Италија              | 283.5  |
| 8        | Белорусија           | 235    |
| 9        | Шпанија              | 218    |
| 10       | Грчка                | 187,5  |
| 11       | Норвешка             | 175    |
| 12       | Финска               | 150    |

### Прва лига
| Позиција | Држава      | Бодови |
| -------- | ----------- | ------ |
| 1        | Чешка       | 355,5  |
| 2        | Шведска     | 323,5  |
| 3        | Португалија | 295,5  |
| 4        | Румунија    | 287    |
| 5        | Мађарска    | 275    |
| 6        | Холандија   | 274,5  |
| 7        | Белгија     | 259    |
| 8        | Ирска       | 240.5  |
| 9        | Турска      | 224    |
| 10       | Словенија   | 204,5  |
| 11       | Естонија    | 189    |
| 12       | Литванија   | 184    |

### Друга лига
| Позиција | Држава     | Бодови |
| -------- | ---------- | ------ |
| 1        | Швајцарска | 207    |
| 2        | Хрватска   | 200    |
| 3        | Аустрија   | 193,5  |
| 4        | Србија     | 180,5  |
| 5        | Летонија   | 179,5  |
| 6        | Словачка   | 179,5  |
| 7        | Молдавија  | 150,5  |
| 8        | Израел     | 142,5  |

### Трећа лига
| Позиција | Држава              | Бодови |
| -------- | ------------------- | ------ |
| 1        | Данска              | 519    |
| 2        | Бугарска            | 508,5  |
| 3        | Кипар               | 480    |
| 4        | Исланд              | 400    |
| 5        | Босна и Херцеговина | 365,5  |
| 6        | Азербејџан          | 364    |
| 7        | Луксембург          | 341,5  |
| 8        | Јерменија           | 324    |
| 9        | Малта               | 287,5  |
| 10       | Грузија             | 232    |
| 11       | Црна Гора           | 214    |
| 12       | Македонија          | 210    |
| 13       | Андора              | 163    |
| 14       | Албанија            | 107    |
| 15       | ААССЕ•              | 94     |

- Атлетска асоцијација малих земаља Европе, обухвата спортисте  Лихтенштајн,  Малта,  Монако и  Сан Марино. Пошто је била домаћин такмичењу Треће лиге Малта је учествовала самостално, па су за AACCE (Athletic Association of Small States of Europe) учрствовали такмичари из преостале 3 земље, а лига је имала 15 чланова.